# Jefe Pontiac

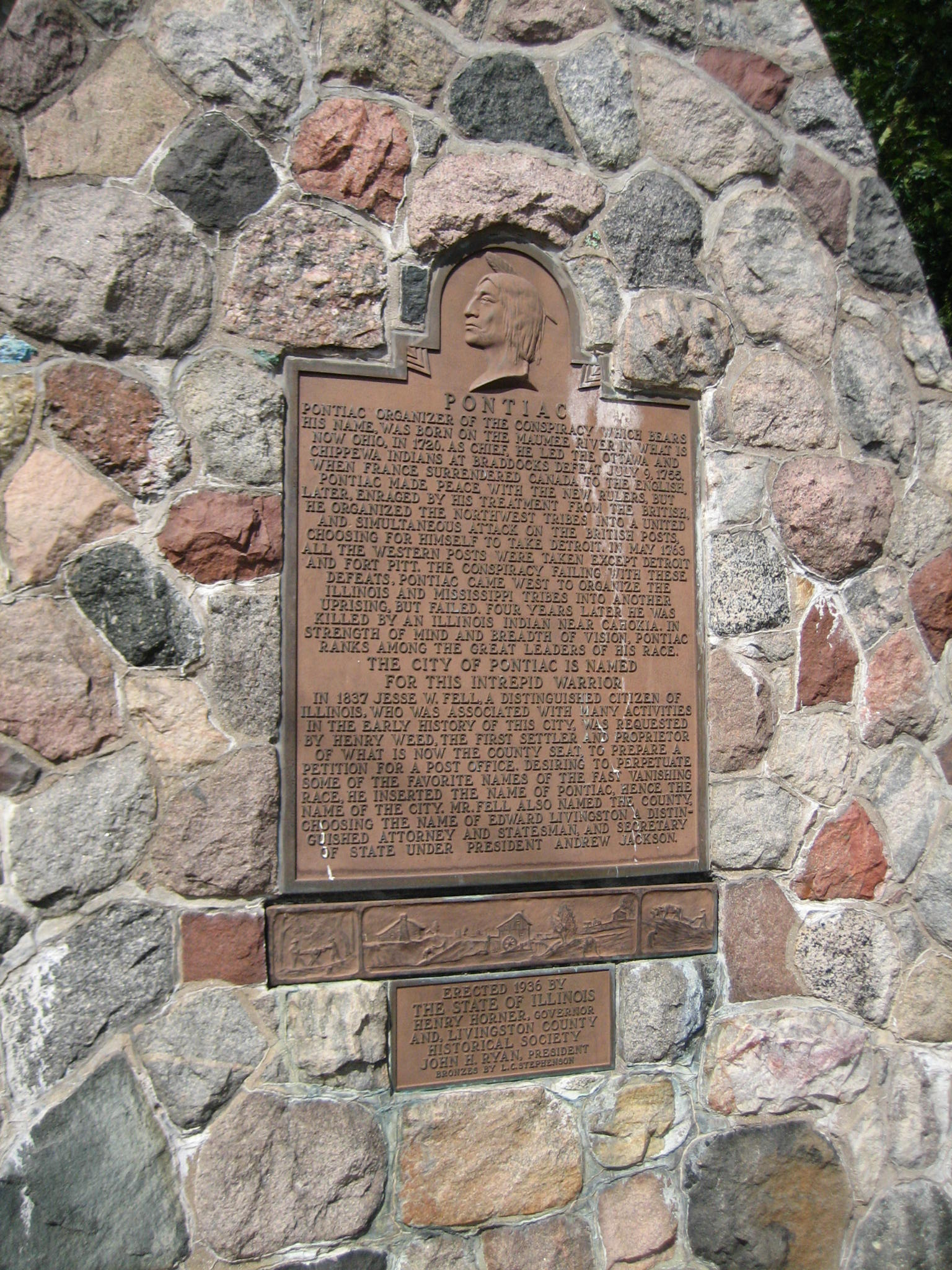
Placa en memoria del Jefe Pontiac.

El jefe Pontiac ( ¿? - Cahokia, Illinois, 1769 ) fue un líder indígena americano que encabezó una alianza de varias etnias contra la colonia inglesa en el nordeste de los Estados Unidos entre 1763 y 1766.

## Antecedentes
En los años 1760-1763 un amerindio delaware de nombre Neolin fue proclamado como profeta en Ohio, y extendió un mensaje en contra de las colonias europeas en el que proponía su expulsión del territorio para poder así volver a la antigua forma de vida de los ancestros; además, propuso desechar armas, comercio o cualquier tipo de relación con los extraños. Esta doctrina influenció de manera decisiva al líder ottawa Pontiac.  Este líder amerindio era de unos cuarenta años al inicio del conflicto, y contaba con experiencia en batallas contra los ingleses.
En ese tiempo estaba en curso la Guerra de los Siete Años, y en cierta ocasión los ingleses reclamaban la rendición de los fuertes franceses. Pontiac - líder de las tribus potawatoni, huron, y ottawa, que mantenían relaciones comerciales con los franceses - cedió el fuerte Detroit, pero el jefe guerrero lo hizo a cambio de mantener las prácticas comerciales y de ser abastecidos de municiones.
Sin embargo, con el tiempo las relaciones se deterioraron, pues  la costumbre que tenían con los franceses de intercambio de ropa, comida, y pólvora fueron prohibidas, provocando una alianza de varias etnias para la lucha.

## El conflicto
En mayo de 1763 los amerindios, al mando de Pontiac, asediaron el fuerte Detroit por 153 días, siendo el segundo intento por tomarlo, pues en el primero sus planes habían sido descubiertos al intentar entrar bajo supuestos términos pacíficos. El 30 de julio se organizó un contraataque de los ingleses que incluyó soldados del 60.º regimiento de infantería y otro grupo de apoyo. Los nativos, cuando pasaron un puente sobre Parent´s creek, fueron emboscados y 90 quedaron con vida de los 260 que conformaban la tropa. Esta batalla se conoció posteriormente como Bloody Run. Sin embargo, al final del año solo dos de los trece fuertes franceses estaban bajo control de los ingleses.
El fuerte Detroit, en cambio, no pudo ser tomado por los amerindios, quienes hacia el mes de octubre habían regresado ya a sus hogares; además, ingleses y franceses hicieron un tratado por el cual estos últimos pararían de apoyar a los nativos. En la misma época de este asedio, otras fuerzas lograron incursionar al fuerte Michilmackinac (Mackinaw City) mediante un plan astuto: los ojibwa recibieron la visita de los sauk para un juego de lacrosse; y durante la partida hicieron que la pelota traspasara el muro de la fortificación. Cuando las puertas fueron abiertas, entraron con las armas escondidas y atacaron a sus ocupantes dejando con vida a trece.
En 1766 Pontiac y otros 40 jefes marcharon a Oswego, Nueva York, para hacer un tratado de paz en el que declararían sumisión a la Corona representada por William Johnson, superintendente de asuntos indígenas. Esta rendición le abrió el paso del valle de Ohio a los colonizadores. En 1769 Pontiac fue asesinado en Cahokia, Illinois, por un amerindio kaskakia de un hachazo en la espalda. 
La ciudad de Pontiac en Míchigan es llamada así en su honor.